# Jazmín Zepeda Burgos
Jazmín Zepeda Burgos (Ciudad de México, Distrito Federal, 1 de mayo de 1979) es una política mexicana, miembro del Partido de la Revolución Democrática. Fue diputada federal a la LIX Legislatura y cuarta regidora de Metepec, Estado de México.
Tiene estudios de francés en la Alianza Francesa, de Toluca, Estado de México.
Ha sido dirigente juvenil de Convergencia Cívica Democrática del PRD en Toluca y secretaria general de la Juventud Cívica del Estado de México; fundadora de la primera Casa de Atención a los Jóvenes del PRD, en el municipio de Capulhuac; coordinadora de las brigadas juveniles en apoyo a la campaña de Cuauhtémoc Cárdenas Solórzano en 2000. 
Apoyó la campaña para la renovación de ayuntamientos con la Secretaría de Equidad del CEN en los municipios de Xochihuehuetlán, Alpoyeca y Huamuxtitlán. Fue asesora parlamentaria en la fracción del PRD en la LIV Legislatura en el Estado de México y asesora en la Secretaría de Equidad del CEN del PRD y responsable del área de jóvenes. 
Fundó la organización Artemex 2000 que se encarga de promover las artesanías y cultura del Estado de México dentro y fuera del país.
- Datos: Q5661261